# Liste öffentlicher Kneipp-Anlagen
In der Liste öffentlicher Kneipp-Anlagen werden Kneipp-Anlagen verschiedener Länder aufgeführt. Sie verweist auf die Listen öffentlicher Kneipp-Anlagen im deutschsprachigen Raum und zeigt daneben eine Auswahl in weiteren Ländern. Kneipp-Anlagen können in Form von Wassertretanlagen oder Armbecken vorliegen und werden häufig künstlich angelegt. Daneben gibt es in den natürlichen Verlauf von Fließgewässern eingebettete Wassertretstellen.
Kneippen ist eine Behandlungsmethode der Hydrotherapie, die auf der Grundlage von Sebastian Kneipp angewendet wird. Hierbei wird in kaltem Wasser auf der Stelle geschritten. In Armbecken werden die Arme bis zur Mitte der Oberarme ins kalte Wasser getaucht. Die Liste erhebt keinen Anspruch auf Vollständigkeit.

## Deutschsprachiger Raum
Für den deutschsprachigen Raum siehe:
 Deutschland
 Österreich
 Schweiz

## Weitere Länder (Auswahl)
| Bild | Land               | Ort                  | Beschreibung | ↴ Zufluss / ↳ Abfluss              | Standort             |
| ---- | ------------------ | -------------------- | --- | ---------------------------------- | -------------------- |
|      | Italien            | Craveggia            | Kneipp-Anlage bei den Bagni di Craveggia, auf Deutsch Bäder von Craveggia, den Ruinen eines alten Bades mit zugehöriger Thermalquelle (heutige Quelltemperatur von 28 °C und Quellschüttung von 10 Liter pro Minute). Am 1. August 2015 wurden zwei neue Becken (eines mit Flusswasser und eines mit Thermalwasser gespiesen) und zwei neue Wannen (mit Thermalwasser auffüllbar) eröffnet. | ↴↳ Rio dei Bagni (Isorno)          | ⊙ Bagni di Craveggia |
|      | Ukraine            | Sewastopol-Balaklawa | Kneipp-Anlage bei Sewastopol-Balaklawa auf der Krim. |                                    | ⊙ Balaklawa          |
|      | Vereinigte Staaten | Albuquerque          | Kneipp-Heilbecken beim Krebszentrum der University of New Mexico in Albuquerque im US-Bundesstaat New Mexico. | ↴ Trinkwassernetz / ↳ Abwassernetz | ⊙ UNM Albuquerque    |